# 2013년 부천국제판타스틱영화제
제17회 부천국제판타스틱영화제는 2013년 7월에 개최된 영화제이다. 사회자는 신현준이다.

## 수상 및 후보

### 작품상(장편)
- 관광객들 - 벤 웨틀리 수상

### 여우주연상(장편)
- 관광객들 - 앨리스 로우 수상

### 남우주연상(장편)
- 온 더 잡 - 조엘 토레 수상

### 감독상(장편)
- 어글리 - 아누락 카시압 수상

### 심사위원 특별상(장편)
- 온 더 잡 - 에릭 마티 수상

### 같이의 가치 NH농협관객상
- 은밀하게 위대하게 - 장철수 수상

### 한국단편특별상
- 소년과 양 - 이형석 수상

### 넷팩상
- 키리시마가 동아리활동 그만둔대 - 요시다 다이하치 수상

### 심사위원상(단편)
- 8 - 이상일 수상

### 관객상(단편)
- 소년과 양 - 이형석 수상

### 대상(단편)
- 먹다 - 모리츠 크래머 수상

### EFFFF 아시아 영화상
- 탈라쉬 - 리마 카그티 수상

### LG 하이엔텍상
- 죽지않아 - 황철민 수상

### 프로듀서스 초이스
- 이병헌 수상
- 전지현 수상

### 판타지아 어워드
- 김수현 수상
- 박신혜 수상

### 잇스타 어워드
- 마동석 수상

### 부천 초이스(장편)
- 리차드 켐프의 다른 인생 - 제르미날 알바레즈
- 카운트다운(영어판) - 나타우트 폰피리야
- 골드 - 토머스 아슬란
- 핼리 - 세바스찬 호프만
- 혼령의 집 - 빈센조 나탈리
- 변태 가면 - 후쿠다 유이치
- 페인리스 - 후앙 카를로스 메디나
- 온 더 잡 - 에릭 마티
- 페이퍼보이: 살인자의 편지 - 리 다니엘스
- 은밀하게 위대하게 - 장철수
- 관광객들 - 벤 웨틀리
- 어글리 - 아누락 카시압

### 부천 초이스(단편)
- 8 - 이상일
- 깊은 잠 - 롬멜 톨렌티노
- 저승길 훼방꾼 - 빅터 드뤼예 외 1명
- 내츄럴리스트 - 코너 허리
- 소년과 양 - 이형석
- 달이 기울면 - 정소영
- 버터플라이 - 이사벨 페파드
- 더티혜리 - 이요섭
- 먹다 - 모리츠 크래머
- 예수 vs 좀비 - 다비드 무뇨즈 외 1명
- 밀청 - 최주용
- 미몽 - 탁세웅

### 금지구역
- 벌거벗은 진실 - 베스 B.
- 내 여친은 피규어 - 이시이 다카시
- 피부여자 - 리처드 소메스
- 부드럽게 매달아주세요 - 케이트 쉔튼
- 좀비 화장실 습격 - 크리스찬 제임스
- 악령의 오두막 - 토미 위클런드 외 1명

### 판타스틱 단편 걸작선
- 죽은자들의 섬 - 부크 예브레모비츠
- 안전가옥 - 김준
- 사이렌 - 소르 크로스트캄손
- 나는 신이다 - 마크 길
- 내가 기억하는 것 - 곽대희, 최창엽, 김은지
- 알베르트 - 처버 버르도시
- 바보들의 이야기 - 김원석
- 노마드 - 모하마드 하나피
- 4교시 체육시간 - 예민희
- 체육복 - 정재수
- 해체의 미학 - 오렐리아 멘진
- 꿈꿈 - 이해진
- 지젤 - 마틴 홍
- 고요한 총성 - 유진훈
- 윈터 알파카 - 하라다 유지
- 우리 상우와 만나지 말아요 - 김매일
- 베티 블루스 - 레미 반데니트
- 소녀 - 존 헤이스
- 요다 스트리트의 유쾌하지 않은 하루 - 콩 파후락
- 辛 소림사 주방장 2 - 리건
- 7 1/2 - 장지원
- SM 부부 - 이와사키 토모히코
- 할머니의 이름 - 보 유안
- 리얼리티 2.0 - 빅터 오르즈코 라미레즈
- 주희 - 허정
- 우주의 광채 - 강경화
- 크로스 - 알베르토 에반겔리오
- 민호가 착하니 천하무적 - 정재웅
- 모바일 홈 - 블라디미르 드 퐁트네
- 스킨 모놀로그 - 황 흐신 카이
- 벨기에 싸이코 - 카티아 올리비에
- 더 케이스 - 박종수
- 데쓰페라도 - 박단추
- 살인마 대항 지침서 - 빅터 드뤼예 외 1명
- 주숙경 - 오상호
- 어웨이 - 안나 사루카노바

### 데이지 아파트 주민들의 일상
- 와카이 마나미
- 나무의 시간 - 정다희
- 서울 137 - 이대우
- 목격자 - 피터 바닐라
- 저주받은 목걸이 - 아메르 알 카멜
- Rrun - 조남민
- 유지니아 - 데보라흐 키비네르
- 포커페이스 걸 - 김건
- 밤 - 강원
- 심부름 - 김나흔
- 모멘트 - 야마모토 타카시
- 우크라이나 레슨 - 루슬란 바티츠키
- 우결 - 안기창
- 텅 - 문소현
- 보청기 - 김양희
- 폭력도시 - HF 크룸
- 유령 골짜기의 멜로디 - 하타 토시코
- 밤그림자 - 이선정
- 앱사피엔스 - 고현창
- 몽구스피킹 - 우문기
- 신의 섭리 - 코야노 모에
- 룸 606 - 피터 폴카트
- 어느 모녀의 이야기 - 그레고리 몬로
- 인사이드 - 미유키 우에하라
- 쪽지 - 호정필
- 올무 All無 - 노정우
- 1% - 김동주
- Lie - 배경근
- 외출 - 전소현
- 뿔 - 한예슬
- 해오라기 난초 - 김선우
- 오징어 - 박유찬

### 월드 판타스틱 시네마
- ABC 오브 데쓰 - 안젤라 베티스 외 25명
- 하드보일드 제로 - 에니세이 케올라
- 배드 씨드 - 사피 네부
- 빅 애스 스파이더 - 마이크 멘데즈
- 허풍 - 공자관
- 뇌남 - 타키모토 토모유키
- 브랜디드 - 제이미 브랜드쇼 외 1명
- 칩 스릴 - E.L. 카츠
- 컴 아웃 앤 플레이 - 마키노브
- 음모자들 - 옥사이드 팽
- 산파 흡혈귀 페난갈 - 엘리 수리아티 오마르
- 탐정은 바에 있다 2 - 하시모토 하지메
- 프랑켄슈타인의 군대 - 리차드 라포스트
- 신선한 고기가 좋아 - 대니 멀헤론
- 진격의 냉장고 - 리코 마리아 일라드
- 고스트 차일드 - 길버트 찬
- 고스트 - 자비에르 루이즈 칼데라
- 좀비야 내가 간다! - 크리슈나 DK 외 1명
- 고스톱 살인 - 김준권
- 하드코어 코미디 - 황지형
- 헬벤더스 - J.T. 페티
- 무서운 이야기 2 - 김휘
- 남자사용설명서 - 이원석
- 아이 엠 어 고스트 - H.P. 멘도자
- 인 피어 - 제레미 로버링
- 키스 오브 더 댐드 - 산 카사베츠
- 도서관 전쟁 - 사토 신스케
- 리빙 데드 - 안토니 제토
- 로드 오브 세일럼 - 롭 좀비
- 세계를 측정하는 방법 3D - 데틀레프 북
- 엉덩이 요정 마일로 - 제이콥 본
- 나의 라임 오렌지 나무 - 마르코스 번스테인
- 저격자 - 아네트 K. 올레슨
- 죽지않아 - 황철민
- 레졸루션 - 저스틴 벤슨 외 1명
- 사이먼 킬러 - 안토니오 캠포스
- 촌능력전쟁 - 류훈
- 탈라쉬 - 리마 카그티
- 타이거 마스크 - 오치아이 켄
- 진실 - 서승만
- 화이트워시 - 이매뉴얼 호스-디스마레이스
- V/H/S/2 - 사이몬 바렛 외 6명

### 비전 익스프레스
- 액트 오브 킬링 - 조슈아 오펜하이머
- 잉글리쉬 빙글리쉬 - 가우리 신드
- 숲을 위한 반란 - 미할 마르차크
- 배를 짜다 - 이시이 유야
- 하와이 - 마르코 베르거
- 집 - 추키아트 사크위라쿨
- 사랑인줄 알았어 - 엘리자 히트맨
- 울 엄마 재키 - 앙투와네트 베우머
- 카이 포 체 - 아비쉑 카푸르
- 키리시마가 동아리활동 그만둔대 - 요시다 다이하치
- 러브씬 - 김두헌
- 중학생 마루야마 - 쿠도 칸쿠로
- 노스웨스트 - 마이클 노어
- 리와인드 디스: 비디오 테입의 역습 - 조쉬 존슨
- 사도 템페스트 - 존 윌리엄스
- 그녀 제인 - 다니엘 호슬
- 광란의 드라이브 - 테디 소에리아트마자
- 요노스케 이야기 - 오키타 슈이치
- 썬샤인 러브 - 조은성
- 어둠에서 손을 뻗쳐 - 토다 유키히로
- 비바 프랑스 - 미카엘 윤
- 늑대가 양을 만났을 때 - 허우 치얀
- 러브 투모로우 - 진준림
- 노란 코끼리 - 히로키 류이치
- 젊은 예술가들 - 강태우
- 미생 프리퀄 - 손태겸

### 더 마스터즈
- 배드 필름 - 소노 시온
- 블라인드 디텍티브 - 두기봉
- 필선 2 - 안병기
- 마약전쟁 - 두기봉
- 걸 프럼 노웨어 - 장-클로드 브리소
- 악의교전 - 미이케 다카시
- 나도 너와 같이 - 알렉세이 바라바노브
- 환상의 빛 미로쿠 - 하야시 카이조
- 사랑받고 내쳐진 - 제임스 토백
- 짚의 방패 - 미이케 다카시

### 애니 판타
- 초속 5센티미터 - 신카이 마코토
- 언어의 정원 - 신카이 마코토
- 몬티 파이튼과 나: 가짜 자서전 - 빌 존스 외 2명
- 표적이 된 학원 - 나카무라 료스케

### 오픈 씨네 퍼레이드
- 남쪽으로 튀어 - 임순례
- 7번방의 선물 - 이환경

### 특별전
- 철남 - 츠카모토 신야
- 철남 2 - 츠카모토 신야
- 동경의 주먹 - 츠카모토 신야
- 총알 발레 - 츠카모토 신야
- 6월의 뱀 - 츠카모토 신야
- 코토코 - 츠카모토 신야
- 전봇대 소년의 모험 - 츠카모토 신야
- 어떤 개인 날 - 이숙경
- 장례식의 멤버 - 백승빈
- 제불찰씨 이야기 - 이혜영 외 4명
- 파수꾼 - 윤성현
- 짐승의 끝 - 조성희
- 2001 이매진 - 장준환
- 재능있는 소년 이준섭 - 신재인
- 편지 - 장형윤
- 나의 작은 인형상자 - 정유미
- 프랑스 중위의 여자 - 백승빈
- 카오스 3D - 한지승
- 두 유 리멤버 미 3D - 손원평
- 기절 3D - 최승연
- 불 - 홍성훈
- 은막의 연인 - 손태웅
- THX-1138 - 조지 루카스
- 로보캅 - 폴 버호벤
- 맨보그 - 스티븐 코스탄스키
- 더 머신 - 카라독 제임스
- 컴퓨터 체스 - 앤드류 부자스키
- 워리어 - 월터 힐
- 뉴욕 탈출 - 존 카펜터
- 매니악 - 윌리엄 러스티그
- 매니악 캅 2 - 코델 - 윌리엄 러스티그
- 비질랜티 - 윌리엄 러스티그
- 청출어람 - 박찬욱 외 1명
- 사랑의 가위바위보 - 김지운
- 살인 기계 - 로베르토 로셀리니
- 다이얼 M을 돌려라 - 알프레드 히치콕
- 킹덤 - 라스 폰 트리에
- 킹덤 2 - 라스 폰 트리에
- 소년의 시 - 강이관
- 매니악 : 슬픈 살인의 기록 - 프랑스 칼포운

### 회고전
- 판도와 리스 - 알레한드로 조도로프스키
- 엘 토포 - 알레한드로 조도로프스키
- 홀리 마운틴 - 알레한드로 조도로프스키
- 의식 - 싸이코매직 - 줄리아 브라찰레 외 1명
- 현실의 춤 - 알레한드로 조도로프스키